# ラーネル・コール
ラーネル・コール（Larnell Cole 、1993年3月9日 - ）は、イングランド・マンチェスター出身のプロサッカー選手。ポジションはMF。

## 経歴

### 代表
ユース年代のイングランド代表に選出されていた。

## 代表歴
- U-19イングランド代表
- U-20イングランド代表
  - 2013 FIFA U-20ワールドカップ